# Nina Bo'nina Brown
Nina Bo'nina Brown es el nombre artístico de Pierre Leverne Dease, una drag queen estadounidense y personalidad que recibió atención internacional por participar en la novena temporada de RuPaul's Drag Race.

## Primeros años
Dease nació el 12 de julio de 1982 en Columbia, Carolina del Sur. Su nombre drag era "Beatta Bitchass" hasta que lo cambió por Nina Bo'nina Brown. Antes de estar en la novena temporada de RuPaul's Drag Race, audicionó para las temporadas cinco y ocho. También fue la maquilladora de algunos looks de Phi Phi O'Hara para su proyecto "365 Days of Drag".

## Carrera
Brown fue anunciada como una de las catorce concursantes que competirían en la novena temporada de RuPaul's Drag Race el 2 de febrero de 2017. Fue la ganadora del desafío del episodio de estreno con Lady Gaga como juez invitada. En el quinto episodio, expresó sus pensamientos sobre no haber sido elegida como la modelo Blac Chyna para el desafío principal. Llamó a su gira de 2018 "I Shoulda Been Blac Chyna", después de este momento. Alaska, exconcursante de Drag Race, también hizo referencia a este momento en una línea de su canción "Valentina". Quedó entre los dos últimos lugares tres veces, habiendo eliminado a Aja y Valentina, antes de ser eliminada ella misma en el episodio de cambio de imagen, tras perder un lip sync de "Cool for the Summer" de Demi Lovato contra Shea Couleé.
Apareció junto con Vanessa Vanjie Mateo en cuatro episodios de la serie de internet de WOWPresents "Fashion Photo RuView" entre noviembre de 2018, y enero de 2019, sustituyendo a Raja y Raven.

### YouTube
Brown recibió notoriedad por sus vídeos autopublicados en los que revisaba los episodios en emisión de Drag Race. Brown comenzó a revisar desde el episodio 1 la cuarta temporada de All Stars el 27 de diciembre de 2018. Continuando con la serie web Rawview para una segunda temporada, Brown revisó episodios semanales de la undécima temporada a partir del 2 de marzo de 2019.

### Campaña de MAC Cosmetics
En junio de 2018, fue patrocinada por MAC Cosmetics para revisar y promocionar la colección  2018 Aaliyah. Se vistió como una cebra humanoide en la edición de julio de 2018 de Paper, modelando para la campaña de otoño de Gypsy Sport de 2018. Volvió a modelar para la campaña de primavera de Gypsy Sport de 2019.

## Vida personal
Antes de hacer la novena temporada, se mudó a Atlanta, Georgia.
En RuPaul's Drag Race: Untucked, Dease declaró que su audición para la novena temporada iba a ser su último intento. Según Dease, haber sido rechazado de la quinta a la octava temporada influyó en su depresión y ansiedad.

## Controversia
En 2017, Nina Bo'nina Brown recibió una reacción violenta por eliminar a la favorita de los fanáticos Valentina en un lipsync en el noveno episodio de la novena temporada de RuPaul's Drag Race. La eliminación se convirtió en uno de los lipsyncs más controvertidos del programa y se colocó en el Top 10 de eliminacions más controvertidas de RuPaul's Drag Race.
En 2021, Nina Bo'nina Brown fue acusada de hacer comentarios transfóbicos contra Gottmik, una concursante de la decimotercera temporada de RuPaul's Drag Race; Kade Gottlieb (aka Gottmik) es un hombre transgénero. Los comentarios de Brown, que incluían bromas frecuentes sobre el tuck de Gottmik, provocaron críticas de varias concursantes de RuPaul's Drag Race, incluidas Yvie Oddly, Jackie Cox, Denali, Kameron Michaels, y Jan Sport, también Bimini Bon-Boulash, Joe Black, Cheryl Hole, y Crystal de RuPaul's Drag Race UK. Brown afirmó que las críticas eran injustificadas y negó las acusaciones de transfobia.

## Filmografía

### Televisión
| Año  | Título                         | Papel      | Notas                     |
| ---- | ------------------------------ | ---------- | ------------------------- |
| 2017 | RuPaul's Drag Race             | Ella misma | Concursante (sexto lugar) |
| 2017 | RuPaul's Drag Race: Untucked   | Ella misma |                           |
| 2017 | The Real Housewives of Atlanta | Ella misma | Temporada 10: Episodio 1  |

### Series web
| Año  | Título               | Papel      | Notas                           | Ref.   |
| ---- | -------------------- | ---------- | ------------------------------- | ------ |
| 2017 | Drag Queen Carpool   | Ella misma | Invitada, presentado por RuPaul | [ 21 ] |
| 2017 | Drag Makeup Tutorial | Ella misma | Invitada                        | [ 22 ] |
| 2017 | Whatcha Packin'      | Ella misma | Invitada                        | [ 23 ] |
| 2017 | Queen To Queen       | Ella misma | Invitada, junto con Aja         | [ 24 ] |
| 2018 | Fashion Photo RuView | Ella misma | Invitada coanfitriona           | [ 8 ]  |
| 2019 | Rawview              | Ella misma | Anfitriona                      | [ 11 ] |
| 2019 | How To Makeup        | Ella misma | Invitada                        | [ 25 ] |
| 2019 | Reading Queens       | Ella misma | Invitada                        | [ 26 ] |
| 2020 | Brunch With Tiffany  | Ella misma | Invitada                        | [ 27 ] |